# Panamerikanische Spiele 2011/Leichtathletik – Hammerwurf der Männer
Der Hammerwurf der Männer bei den Panamerikanischen Spielen 2011 fand am 26. Oktober 2011 im Telmex Athletics Stadium in Guadalajara statt.
Zwölf Athleten aus neun Ländern nahmen an dem Wettbewerb teil. Die Goldmedaille gewann Kibwe Johnson mit 79,63 m, was auch ein neuer Rekord der Panamerikanischen Spiele war. Silber ging an Michael Mai mit 72,71 m und die Bronzemedaille sicherte sich Noleysi Vecet mit 72,57 m.

## Rekorde
Vor dem Wettbewerb galten folgende Rekorde:
| Weltrekord        | Jurij Sjedych | 86,74 m | Europameisterschaften in Stuttgart, BR Deutschland | 30. August 1986 |
| Rekord der Spiele | Lance Deal    | 79,61 m | Panamerikanische Spiele in Winnipeg, Kanada        | 27. Juli 1999   |

## Ergebnis
26. Oktober 2011, 14:30 Uhr
| Platz | Athlet              | Land               | 1. Versuch | 2. Versuch | 3. Versuch | 4. Versuch                               | 5. Versuch                               | 6. Versuch                               | Weite (m) |
| ----- | ------------------- | ------------------ | ---------- | ---------- | ---------- | ---------------------------------------- | ---------------------------------------- | ---------------------------------------- | --------- |
|       | Kibwe Johnson       | Vereinigte Staaten | 73,87      | 77,24      | 76,56      | 76,82                                    | 79,63                                    | 77,19                                    | 79,63 PR  |
|       | Michael Mai         | Vereinigte Staaten | 68,61      | 70,62      | 68,95      | 70,44                                    | 72,71                                    | 68,92                                    | 72,71     |
|       | Noleysi Vecet       | Kuba               | 69,68      | 70,68      | 72,57      | 71,56                                    | 72,02                                    | 72,03                                    | 72,57     |
| 4     | Wagner Domingos     | Brasilien          | x          | 67,97      | 70,16      | x                                        | 68,79                                    | 69,08                                    | 70,16     |
| 5     | Roberto Janet       | Kuba               | x          | 69,46      | 66,62      | x                                        | x                                        | x                                        | 69,46     |
| 6     | Juan Ignacio Cerra  | Argentinien        | x          | 65,16      | 65,08      | 66,26                                    | 66,80                                    | 66,37                                    | 66,80     |
| 7     | Roberto Sawyers     | Costa Rica         | x          | 65,09      | x          | x                                        | x                                        | 64,91                                    | 65,09     |
| 8     | Aldo Bello          | Venezuela          | x          | 60,54      | 62,50      | 63,46                                    | 62,55                                    | 62,22                                    | 63,46 SB  |
| 9     | Diego Berrios       | Guatemala          | x          | 60,82      | 57,76      | nicht im Finale der besten acht Athleten | nicht im Finale der besten acht Athleten | nicht im Finale der besten acht Athleten | 60,82     |
| 10    | Diego Alan del Real | Mexiko             | 55,16      | 59,41      | x          | nicht im Finale der besten acht Athleten | nicht im Finale der besten acht Athleten | nicht im Finale der besten acht Athleten | 59,41     |
| 11    | Edgar Florian       | Guatemala          | 54,03      | 58,63      | 58,92      | nicht im Finale der besten acht Athleten | nicht im Finale der besten acht Athleten | nicht im Finale der besten acht Athleten | 58,92     |
| 12    | Michael Letterlough | Cayman Islands     | 55,21      | 57,72      | x          | nicht im Finale der besten acht Athleten | nicht im Finale der besten acht Athleten | nicht im Finale der besten acht Athleten | 57,72     |

Zeichenerklärung:
– = Versuch ausgelassen, x = Fehlversuch